# Solberg, Ingå
Solberg (finska: Päivölä) är en by i Ingå i det finländska landskapet Nyland. I byn finns bland annat Solberg järnvägsstation, som nuförtiden är som ett privat hem samt Djupträsk strand. Solberg är beläget mellan byarna Täkter och Degerby. År 1944 blev Solberg en del av Porkalaområdet. Sovjetunionen gav tillbaka Solberg åt Finland tillsammans med hela området år 1956.